# ان‌جی‌سی ۵۲۰
ان‌جی‌سی ۵۲۰ (انگلیسی: NGC 520) دو کهکشان مارپیچی برخوردکننده هستند که در فاصله ۱۰۵ میلیون سال نوری در صورت فلکی ماهی قرار دارند. این دو کهکشان در ۱۳ دسامبر ۱۷۴۸ توسط ویلیام هرشل کشف شدند. هالتون آرپ این کهکشان را از درخشان‌ترین کهکشان‌ها نامید. ان‌جی‌سی ۵۲۰ در تمامی طیف‌ها به درخشندگی کهکشان‌های دوشاخک است.